# Castéron
Castéron é uma comuna francesa na região administrativa de Occitânia, no departamento de Gers. Estende-se por uma área de 11,08 km². Em 2010 a comuna tinha 54 habitantes (densidade: 4,9 hab./km²).